# Шинонський пергамент
«Шинонський пергамент» є історичним документом, виявленим у вересні 2001 року, Барбарою Фрейл (Barbara Frale), італійським палеографом, у Ватиканських секретних архівах. На основі пергаменту, дослідниця стверджує, що в 1308 році Папа Климент V звільнив останнього Великого магістра Жака де Моле, та іншу частину керівництва Лицарів Тамплієрів, від звинувачень, висунутих проти них середньовічною інквізицією.
Пергамент датується серпнем 17-20, 1308 року, місто Шинон, Франція, і був написаний Бернегером Фредолі (Bérenger Fredoli), Етьєном де Сьюсі (Etienne de Suisy) та Ландольфо Бранкаччі (Landolfo Brancacci), відповідно.
Ватикан зберігає справжню копію з ідентифікаційним номером Archivum Arcis Armarium D 218, оригінал має номер D 217 (Шинонський пергамент, був опублікован Етьєном Балузом (Étienne Baluze), в 1693 році).
Існування цього документу передбачалось давно. У папській буллі «Faciens Misericordiam», яка була оприлюднена у серпні 1308 року, Климент V пояснив, що лідері тамплієрів потрібно доправити до Пуатьє, щоб вони там були допитані самим Папою Римським.
Текст Шинонського пергаменту також міститься в реєстрі
Avignonese 48 в секретних архівах Ватикану (Vatican Secret Archives), опублікованих у Processus Contra Templarios.